# Abasan al-Kabira
Abasan al-Kabira (àrab: عبسان الكبيرة, ʿAbasān al-Kabīra) és una ciutat palestina situada a la governació de Khan Yunis, al sud de la Franja de Gaza. Està connectada amb la ciutat de Khan Yunis per un carrer local que creua altres viles com Bani Suheila i Khuza'a. Abasan al-Kabira i el poble proper d'Abassan al-Saghira han crescut en els darrers anys, de manera que formen amb Khan Yunis una gran zona urbana .
La població de la ciutat era d'aproximadament 19.000 habitants el 2006, d'acord amb l'Oficina Central Palestina d'Estadístiques i la majoria depèn de l'agricultura com a principal font d'ingressos. Per altra banda, la petita indústria està involucrada en la producció de materials de construcció com maons i eines agrícoles, mentre que alguns residents treballen en el comerç. La societat està fortament influenciada per l'estructura tribal, de manera que hi ha moltes famílies esteses com els Alshawaf, Al-Daghmah, M'ssabih, Abu Yousef, Abu Mustafa, Abu Tair, Abu Dagga, Abu Tabash, Abu Draz, Abu Mutlaq, Abu Hamed, Abu subha i Abu Amer.

## Història
El lloc de la ciutat va ser habitada en l'època romana i el 606 CE, i té diverses ruïnes que daten d'aquests períodes.

### Època otomana
Abassan va aparèixer als registres d'impostos otomans de 1596 dins la nàhiya de Gaza, al liwà homònim. Tenia una població de 28 cases, totes musulmanes, que van pagar els impostos sobre el blat, l'ordi, els cultius d'estiu, els arbres fruiters, els ingressos ocasionals, cabres i/o ruscs d'abelles.
En 1886 Abasan al-Kabera va ser descrit com un petit poble florent, construït de pedra. S'havien excavat quatre antics pedestals de marbre blanc en el lloc del llogaret, tres encara hi són.

### Mandat britànic
En el cens de Palestina de 1922 realitzat pel Mandat britànic de Palestina Abassan (presumiblement Abassan al-Kabira i Abassan al-Saghira) tenia 695; tots ells musulmans, incrementats en el cens de Palestina de 1931 a 1144, encara tots ells musulmans, en 186 cases.
En el cens de 1945 els dos Abasans encara es comptaven plegats, i tenien una població de 2,230, tots àrabs, amb 16,084 dúnams de terra, segons l'enquesta oficial de terra i població. D'aquests, 92 dúnams eren de plantacions i terra irrigada, 15,616 usats per als cereals, i 69 dúnams eren sòl edificat.

### 1948, i posterior
Mentre era sota el control de les autoritats egípcies, Egipte es va queixar a la Comissió Mixta d'Armistici que en les forces militars israelianes el 7 i 14 d'octubre de 1950 havien bombardejat i metrallat els pobles àrabs d'Abassan al-Kabera i Bait Hanun en el territori controlat per Egipte de la Franja de Gaza. Aquesta acció va causar set morts i vint ferits civils.